# 十一谷義三郎

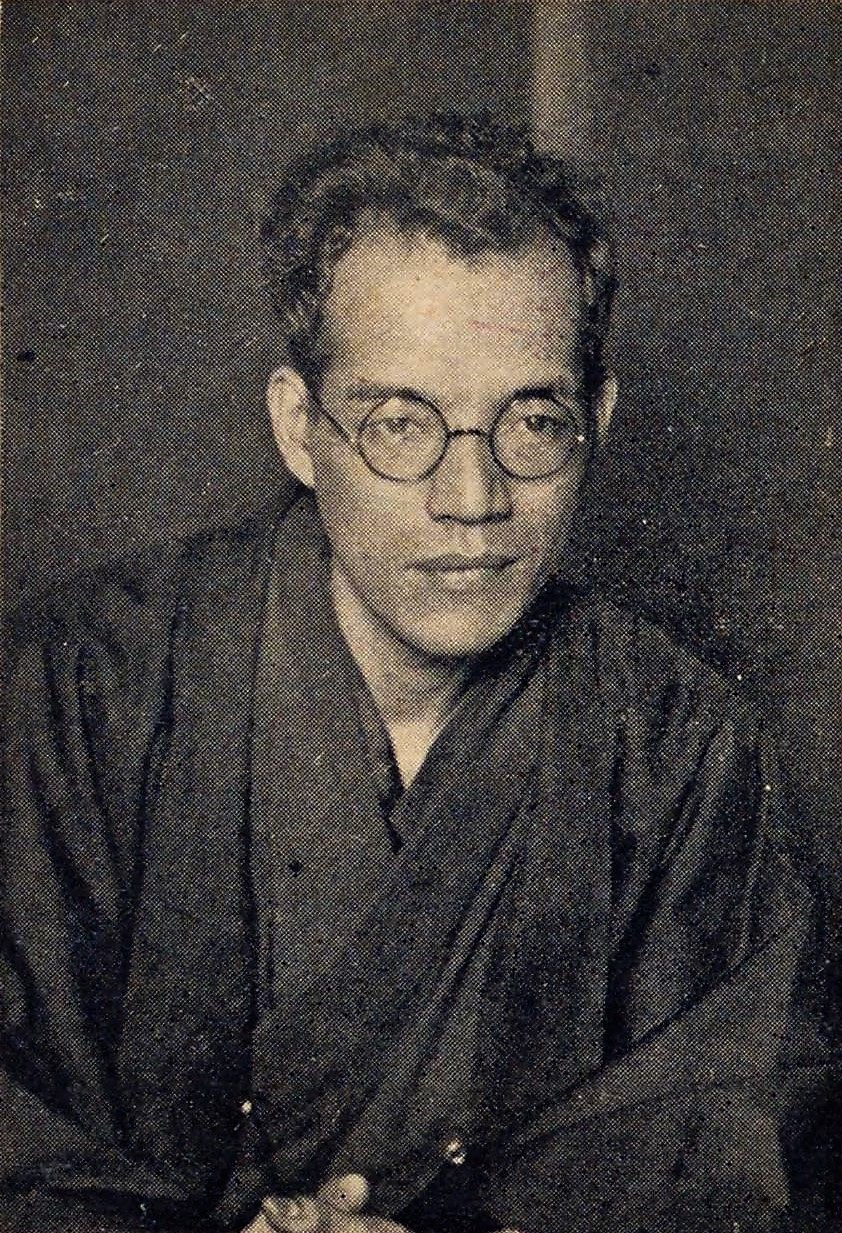
十一谷義三郎

十一谷 義三郎（じゅういちや ぎさぶろう、1897年10月14日 - 1937年4月2日）は、昭和初期の小説家、翻訳家。
神戸市元町生まれ。早くに父を失い、兵庫県立第一神戸中学校を卒業後、苦学と病気を経て第三高等学校から1922年東京帝国大学英文科卒。1920年学生時代に三宅幾三郎、本田喜代治らと同人誌『行路』を創刊、東京府立第一中学校の英語教師をしながら創作を行い、1924年川端康成、横光利一らの『文藝時代』に参加。文化学院英語英文学主任。1928年『唐人お吉』が好評を得て、国民文芸賞を受賞した。知的な文体で知られ、敗残者への共感、現世放棄的傾向に特徴がある。他に代表作『静物』『仕立屋マリ子の半生』など。のち『神風連』などの歴史小説を書いた。ほかにシャーロット・ブロンテ『ジェイン・エア』など英文学の翻訳を行なった。豊島与志雄の親友。肺結核のため死去（実父や実弟も同病で失っている）。

## 著書
- 静物 自然社 1923
- 青草 聚芳閣 1925
- 生活の花 金星堂 1927
- あの道この道 創元社 1929
- 唐人お吉 万里閣書房 1928
- 時の敗者唐人お吉 新潮社 1930
- キャベツの倫理  新潮社 1930（新興芸術派叢書）
- 近代愛恋帖  四六書院 1931（新でかめろん叢書）
- 笑ふ男・笑ふ女 白水社 1932
- 神風連 中央公論社 1934
- ちりがみ文章 厚生閣 1934
- 英文学の知識 非凡閣 1934（万有知識文庫）
- 通百丁目 改造社 1934（文芸復興叢書）
- あど・ばるうん 改造社 1936
- 開花ちりがみ図絵 春陽堂書店 1937（日本小説文庫）
- 十一谷義三郎五篇 エディトリアルデザイン研究所 2000（EDI叢書）
- キャベツの倫理 ゆまに書房 2000（新興藝術派叢書）

## 翻訳
- 東西文学評論 ラフカデイオ・ヘルン 三宅幾三郎共訳 聚芳閣 1926、岩波文庫 1950 のち復刊
- 世界文学全集 ジエイン・エア ブロンテイ 新潮社 1931
- 恋愛清談 E.J.ハーデイ 改造社 1934
- 世界短篇傑作全集 第1巻 英米短篇集 河出書房 1936
- 人生叢書 ヘルン善人の書 金星堂 1937
- ロレンス全集 第7巻 アーロンの杖 崎山正毅共訳 三笠書房 1937

## 参考
- 新興藝術派文学集（近代日本文学全集）改造社、1931 自筆年譜